# NGC 3267
NGC 3267 este o galaxie lenticulară situată în constelația Mașina Pneumatică. A fost descoperită în 18 aprilie 1835 de către John Herschel. Se află la o distanță de 51,95 de megaparseci de Pământ.